# Margutte
(Dal "Morgante" di Luigi Pulci)
Margutte è un personaggio creato da Luigi Pulci per il suo poema Morgante (1478). 
È un semigigante astuto e maligno dalle membra "strane, orride e brutte" che, presentatosi al gigante Morgante vantandosi di tutte le sue bravure, viene da costui assunto come scudiero.
Personaggio tra i più plebei del poema riscuote, come scrive Giuseppe Petronio, "la simpatia che fu poi di tanto romanzo europeo, per il furfante di spirito, per le avventure di strada, per la beffa crudele ma intelligente".
Compagno di merende di Morgante, morirà a causa del gran ridere fatto per aver visto una bertuccia impossessarsi dei suoi stivali e giocare a toglierseli e rimetterseli.